# قلعة باغمان هيل
تقع قلعة باغمان هيل المعروفة أيضًا باسم قصر باغمان (الباشتو: د پغمان ماڼۍ) في بلدة باغمان في أفغانستان بالقرب من مدينة كابول، تم افتتاح الموقع للزوار عام 2014 ويزورها العديد من السياح خاصةً خلال المهرجانات الكبرى. تُستخدم القلعة والمناطق المحيطة بها أحيانًا كموقع لاستضافة السياح الأجانب. يقع موقع القصر على بعد أقل من 10 كيلومتر (6.2 ميل) الممتد إلى الشمال الغربي من بحيرة قرغة.

## عملية البناء
بدأت عملية الإعداد لعملية البناء في مارس 2013 وتم توظيف 700 شخص لتنفيذ المشروع، خُصصت 6.5 مليون دولار من قبل وزارة المالية لتجهيز القلعة حسب ما أفاد المتخصصين، أثرت جهود التنمية بشكل كبير على اقتصاد المجتمعات المحلية. تكبدت أعمال البناء في القصر ومحيطه ما يعادل أكثر من 15 مليون دولار أمريكي، كما يعتقد بعض الخبراء أن المكان سيصبح الأكثر شهرة في أفغانستان وذلك بسبب الوظائف الدولية في باغمان. كما أنه تم إلغاء احتفالات النيروز في عام 2014 وذلك لأسباب أمنية وأقيمت جميع الاحتفالات في أرج، كابول. كان السبب الرئيسي للحكومة وراء هذه الأحداث أنه لم يتم الانتهاء من بناء القلعة بعد.

## الوصف
تتكون القلعة من ثلاثة طوابق مصنوعة من الحجر والرخام الأفغاني والأخشاب التي تم استخراجها من ولاية كونار، زُيّن الجزء الداخلي منه بالسجاد اليدوي ويوجد فيه كاميرات مراقبة والعديد من غرف الطوارئ ويوجد بجانب القصر منطقة خاصة بمعارض المنتجات المحلية أيضاً.  يتكون محيط القلعة من آلاف الأشجار المزروعة مؤخراً بالإضافة إلى حقل بوزكاشي وشلال ومناطق جذب ساحرة أخرى، تمت زخرفة الجزء الداخلي للقصر بالسجاد الأفغاني التقليدي المصنوع يدويًا إضافةً لبعض المواد التقليدية الأخرى.
"الجادة "الشارع العريض الذي تكتنفه الأشجار" المؤدية للقصر من كلا الجانبين.

## موضوعات أخرى
- تاريخ أفغانستان القديم
- السياحة في أفغانستان